# Zëri i Popullit
Zëri i Popullit (albanisch für „Stimme des Volkes“) war eine albanische Tageszeitung. Seit ihrer Gründung war sie Zentralorgan der Partei der Arbeit Albaniens (PPSh) und wurde ab 1991 von deren Nachfolgerin, der Partia Socialiste e Shqipërisë (PSSh), herausgegeben. 2015 erfolgte die Einstellung der Zeitung.

## Geschichte
Die Erstausgabe der Zëri i Popullit erschien am 25. April 1942. Ihr Hauptredakteur war lange der spätere Staats- und Parteichef Enver Hoxha.
Als in Albanien zu Beginn der 1990er Jahre die diktatorische Regierung der PPSh gestürzt wurde und diese sich in die PSSh umwandelte, geschah auch innerhalb des Zentralorgans der PPSh ein ähnlicher Prozess. Seit 1992 war Zëri i Popullit das offizielle Presseorgan der PSSh.
2015 stellte die Zeitung, einem Entschluss des Vorsitzenden der PSSh, Edi Rama, folgend den Druck ein und wurde zu einem parteiunabhängigen Medium. Sie bestand danach für kurze Zeit als Nachrichtenwebsite weiter.
Zëri i Popullit war nach Dielli die albanischsprachige Zeitung mit dem zweitlängsten Erscheinungszeitraum.

## Auflage
Zum Beginn der 1990er Jahre war die Zeitung mit 20.000 verkauften Exemplaren die zweitgrößte Zeitung Albaniens.
2001 belegte sie mit einer verkauften Auflage von 5167 Exemplaren den siebten Platz bei den albanischen Tageszeitungen.
2005 wurde die Zeitung mit einer Auflage von 35.000 Exemplaren erneut zur meistgelesenen Tageszeitung des Landes.